# Анг Мэй
Анг Мэй (кхмер. ក្សត្រីអង្គម៉ី, kʰsat.trəj ʔɑŋ.məj; 1815 — декабрь 1874) — королева Камбоджи, одна из немногих женщин-правительниц в камбоджийской истории. Взошла на престол при поддержке вьетнамцев, её правление пришлось на годы сиамско-вьетнамской войны.
Анг Мэй родилась в 1815 году, вторая дочь короля Камбоджи Анг Чана II и его второй жены Анак Мунанг Крачап.